# Шелше
Шелше (фр. Schœlcher) град је у Француској, у департману Мартиник.
По подацима из 1999. године број становника у месту је био 20.845.

## Демографија
| 1999.  | 2011.  |
| ------ | ------ |
| 20.845 | 20.594 |

## Партнерски градови
- Уј